# Tajan Mali
Tajan Mali je hrid u otočju Lastovci, istočno od Lastova. Nalazi se oko 6.6 km sjeveroistočno od Lastova, a najbliži otok mu je Tajan Veli, oko 200 m prema zapadu.
Površina otoka je 1002 m2, duljina obalne crte 232 m, a visina 2 metra.